# شيحاط (البيضاء)

تعديل مصدري - تعديل

شيحاط هي إحدى قرى عزلة العرش التابعة لمديرية العرش بمحافظة البيضاء اليمنية ، يبلغ تعداد سكانها حوالي 584 نسمة حسب التعداد السكاني لعام 2004.